# 向日葵组 1st Stage“我的太阳”
向日葵组 1st Stage「我的太阳」（日语：ひまわり組 1st Stage「僕の太陽」）是由AKB48的Team A与Team K混合编成的向日葵组的第1台剧场公演。本页内也记述了演出内容基本相同的Team 4公演和研究生公演，以及JKT48（Team KIII、研究生）、SKE48（Team E）、SNH48（Team NII）和GNZ48（Team NIII）的同名公演的相关事项。

## 概要
Team A与Team K的混编组——向日葵组公演的第一弹。人员采取双轨制，每个位置上选出主成员（1st成员）和副成员（2nd成员），并分别举行公演。本公演也是研究生固定出演的最初公演和Team 4的第一场公演。

## 公演内容

### 曲目
1. 《overture》
（作曲·编曲：尾澤拓实（日语：尾澤拓実）　歌：TAZ）

所有AKB公演中共有曲。
2. 《Dreamin' girls》
（作词：秋元康、作曲、编曲：近藤薫）
3. 《RUN RUN RUN》
（作词：秋元康　作曲：前澤寛之、编曲：関淳二郎）
4. 《未来的果实》（未来の果実）
（作词：秋元康、作曲：岡田实音、编曲：高島智明）
5. 《万岁暴风雨》（ビバ!ハリケーン）
（作词：秋元康、作曲、编曲：井上义正（日语：井上ヨシマサ））
6. 《不要叫我偶像》（アイドルなんて呼ばないで）
（作词：秋元康、作曲：宮島律子、编曲：高島智明）
7. 《我 朱丽叶与云霄飞车》（僕とジュリエットとジェットコースター）
（作词：秋元康、作曲：上杉洋史、编曲：景家淳）
8. 《暮蝉之恋》（ヒグラシノコイ）
（作词：秋元康、作曲、编曲：井上义正）
9. 《爱的防卫》（愛しさのdefense）
（作词：秋元康、作曲：BOUNCEBACK（日语：BOUNCEBACK）、编曲：田口智則（日语：田口智則）、稲留春雄）
10. 《向日葵》
（作词：秋元康　作曲：多胡邦夫（日语：多胡邦夫）、编曲：近田潔人）
11. 《竹内学长》（竹内先輩）
（作词：秋元康、作曲·编曲：後藤次利）
12. 《这样那样的藉口》（そんなこんなわけで）
（作词：秋元康、作曲：上田晃司、编曲：田口智則、稲留春雄）
13. 《似曾相识》（デジャビュ）
（作词：秋元康、作曲、编曲：井上义正）
14. 《妳正在看著夕陽嗎?》（夕陽を見ているか?）
（作词：秋元康、作曲：岡田实音、编曲：高島智明）

安可曲
1. 《Lay down》
（作词：秋元康、作曲：上杉洋史、编曲：近田潔人）
2. 《BINGO!》
（作词：秋元康、作曲：成瀬英樹、编曲：大内哲也）
3. 《我的太陽》
（作词：秋元康、作曲、编曲：井上义正）

### 演出
- 编舞：夏真弓（日语：夏まゆみ）
- 「Dreamin' girls」为清唱和声曲。
- 「不要叫我偶像」中有6位成员担任伴舞。

## AKB48 向日葵组 1st Stage「我的太阳」

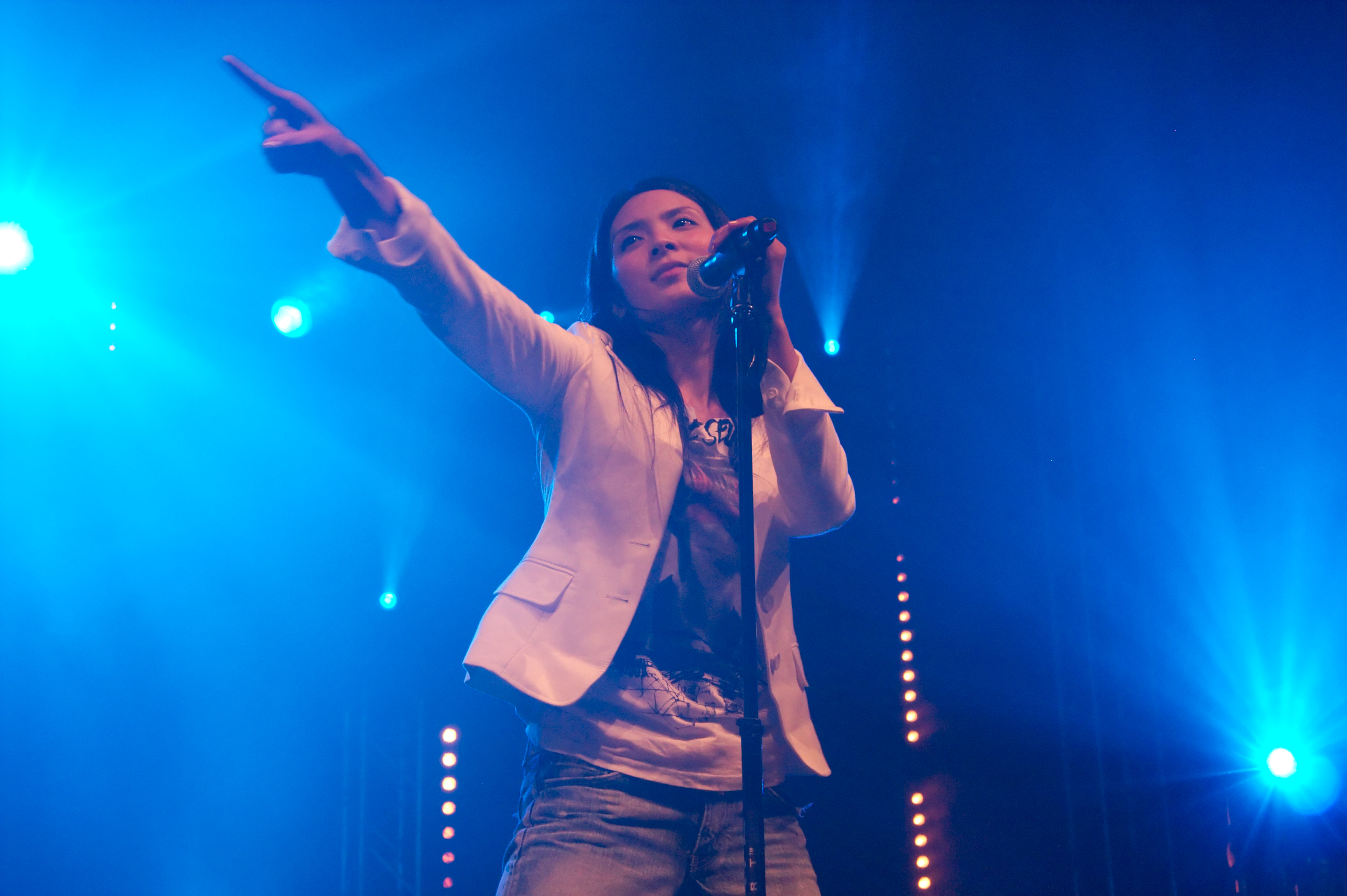
秋元才加演唱《向日葵》時的造型。攝於2009年7月。

- 公演期間：2007年7月1日 - 11月30日
- 出演成员
  - 1st成员
秋元才加、板野友美、大岛麻衣、大岛优子、小野惠令奈、河西智美、小嶋陽菜、佐藤夏希、篠田麻里子、高桥南（高橋みなみ）、中西里菜、野呂佳代、前田敦子、增田有華、峯岸南（峯岸みなみ）、宫泽佐江
  - 2nd成员
大江朝美、大堀惠、奥真奈美、川崎希、小林香菜、驹谷仁美、佐藤由加理、户岛花、成田梨纱、早野薫、增山加弥乃、松原夏海
当時研究生：倉持明日香、佐藤亚美菜、出口陽、成瀨理沙

※梅田彩佳因腰伤未出演本公演。
- 分组曲担当
  - 不要叫我偶像
    - 前田敦、成田
    - 河西、小林
    - 峯岸、早野
    - 小野、奥

  - 我 朱丽叶与云霄飞车
    - 中西、佐藤由
    - 大岛优、川崎
    - 小嶋、佐藤亞

  - 暮蝉之恋
    - 高桥、大江
    - 増田、出口

  - 爱的防卫
    - 佐藤夏、驹谷
    - 板野、户岛
    - 宫泽、増山

  - 向日葵
    - 野呂、松原
    - 篠田、大堀
    - 秋元、成瀨
    - 大岛麻、倉持

## AKB48 Team 4 1st Stage「我的太阳」公演
- 公演期間：2011年10月10日 - 2012年10月25日
- 公演成員
  - 阿部玛利亚（阿部マリア）、市川美織、入山杏奈、岩田華怜、大場美奈、加藤玲奈、川荣李奈、島崎遥香、島田晴香、高橋朱里、竹内美宥、田野優花、永尾玛利亚（永尾まりや）、仲俣汐里、中村麻里子、山内鈴蘭
※岩田、加藤、川荣、高橋朱、田野在2012年3月24日从研究生昇格。
※大場美奈在公演开始时因為謹慎而不參加[1]，同公演的出演在2012年1月4日开始参加。[2][3]在大場謹慎期間中、大場的代役一般是当時为研究生的川荣。
※公演开始时Team 4的成员只有11名[4]、在前述五人升格之前、每次公演都有至少五名研究生出演[1]。
※2012年3月18日的公演上，演出成员皆为研究生，而Team 4的成员则没有一人参加[5]。
※由于这是Team 4的第一场公演、而在2012年11月1日开始实施的AKB48新体制中废止了Team 4、使得这一公演也成为了元Team 4的唯一一份公演曲目[6]。

- 分组曲担当
  - 不要叫我偶像
    - 市川、島崎、加藤、高橋朱

  - 我 朱丽叶与云霄飞车
    - 阿部、島田、川栄

  - 暮蝉之恋
    - 大場[7]、竹内

  - 爱的防卫
    - 永尾、山内、田野

  - 向日葵
    - 入山、仲俣、中村、岩田

## AKB48 研究生公演「我的太阳」
- 公演期間：2012年8月19日 - 2013年3月17日
- 公演成員
  - 研究生
相笠萌、岩立沙穂、内山奈月、梅田綾乃、大森美優、岡田彩花、冈田奈奈、北澤早紀、小嶋真子、薩伊德橫田繪玲奈、佐佐木優佳里、篠崎彩奈、高島祐利奈、西野未姫、橋本耀、平田梨奈、前田美月、村山彩希、峯岸南、茂木忍
※薩伊德橫田最后一次公演是2012年10月6日，同月7日发表辞退。
※峯岸在2013年2月1日被从Team B成员降格为研究生、2月5日开始出演公演。
  - 昇格成员（2012年10月28日后未继续出演）
伊豆田莉奈、大島涼花、小嶋菜月、名取椎菜、藤田奈那、光宗薫、武藤十夢、森川彩香
※大島涼、光宗、武藤在2012年8月24日被宣布从研究生昇格。光宗在2012年10月24日辞退[8]。
※2012年11月1日开始、伊豆田、大島涼、森川成为Team A、藤田、武藤成为Team K、小嶋菜、名取成为Team B的正式成员。
- 分组曲主要成员（各曲各位置每次有一人出演）
  - 不要叫我偶像
    - 岡田奈、平田
    - 大島涼、小嶋真
    - 篠崎、名取
    - 岩立、大森、佐佐木、峯岸

  - 我 朱麗葉與雲霄飛車
    - 前田美
    - 大森、光宗、茂木、森川
    - 伊豆田、岡田奈、北澤

  - 暮蝉之恋
    - 内山
    - 北澤、佐佐木、村山

  - 爱的防卫
    - 薩伊德橫田、高島
    - 相笠、橋本
    - 相笠、平田、森川

  - 向日葵
    - 梅田綾、西野、武藤
    - 梅田綾、佐佐木
    - 大森、藤田、茂木
    - 岡田彩

## JKT48 研究生公演「我的太阳」
印度尼西亚语的公演名称是「Matahari Milikku」
- 公演期間：2013年5月17日－6月25日

- 出演成员（初日成员）
Alicia Chanzia、Cindy Yuvia、Della Delila、Intar Putri Kariina、Jennifer Hanna、Jennifer Rachel Natasya、Lidya Maulida Djuhandar、Nadila Cindi Wantari、Natalia、Noella Sisterina、Ratu Vienny Fitrilya、Riskha Fairunissa、Rona Anggreani、Shinta Naomi、Thalia、Viviyona Apriani。

※由于研究生有超过16名成员，每次公演中有部分成员无法登场。
- 所有歌曲的歌詞都是印尼語，標題是「Boku no Taiyou」等的日語以羅馬字表記。

- 分组曲担当（初日成员）
  - 《不要叫我偶像》
    - Cindy、Nadila 、Shinta、Intar

  - 《我 朱丽叶与云霄飞车》
    - Rona、Alicia、Natalia

  - 《暮蝉之恋》
    - Riskha、Thalia

  - 《爱的防卫》
    - Noella、Lidya、Viviyona

  - 《向日葵》
    - Ratu、Jennifer H、Jennifer R、Della

## JKT48 Team KIII 1st Stage「我的太阳」公演
- 公演期間：2013年6月28日 - 2014年2月22日[9]（107公演）

- 出演成员（初日成员）
Alicia Chanzia、Cindy Yuvia、Della Delila、Dwi Putri Bonita、Intar Putri Kariina、Jennifer Hanna、Lidya Maulida Djuhandar、Nadila Cindi Wantari、Natalia、Noella Sisterina、Ratu Vienny Fitrilya、Riskha Fairunissa、Rona Anggreani、Shinta Naomi、Thalia、Viviyona Apriani,。

※由于Team KIII在公演开始时点有18名成员，每次公演中有部分成员无法登场。
- 分组曲担当（初日成员）
  - 《不要叫我偶像》
    - Cindy、Nadila 、Shinta、Intar

  - 《我 朱丽叶与云霄飞车》
    - Rona、Alicia、Dwi

  - 《暮蝉之恋》
    - Riskha、Thalia

  - 《爱的防卫》
    - Noella、Lidya、Viviyona

  - 《向日葵》
    - Ratu、Jennifer H、Shinta、Della

## SKE48 Team E 3rd Stage「我的太阳」公演
- 公演期間：2013年7月24日  [10] - 2014年4月22日（46公演）

- 公演成员
東李苑、井口栞里、市野成美、岩永亞美、梅本圓（梅本まどか）、金子栞、鬼頭桃菜、木下有希子、木本花音、酒井萌衣、菅奈奈子（日语：菅なな子）、古畑奈和、松井玲奈、水埜帆乃香、宮前杏実、山田澪花

- 分组曲担当
  - 不要叫我偶像
    - 市野、菅、古畑、山田

  - 我 朱丽叶与云霄飞车
    - 木本、水埜、宮前

  - 暮蝉之恋
    - 東、松井玲

  - 爱的防卫
    - 岩永、鬼頭、木下

  - 向日葵
    - 井口、梅本、金子、酒井

## SNH48 Team NII 4th Stage「我的太陽」公演
- 公演日期：2015年4月24日[11]－2016年1月10日
- 出演成员
  - 常规16人演出：董艷芸、馮薪朵、龔詩淇、黃婷婷、何曉玉、鞠婧禕、羅蘭、林思意、陸婷、李藝彤、孟玥、唐安琪、萬麗娜、易嘉愛、趙粵、曾艷芬
  - 初日演出：董艷芸、馮薪朵、龔詩淇、黄婷婷、何晓玉、鞠婧禕、林思意、陸婷、李藝彤、孟玥、唐安琪、萬麗娜、易嘉愛、趙粵、曾艷芬、张雨鑫
- 分組曲擔當
  - 专属偶像（唐安琪、万丽娜、曾艳芬、羅蘭（张雨鑫））
  - 朱丽叶（董艳芸、黄婷婷、赵粤）
  - 暮蝉之恋（李艺彤、易嘉爱）
  - 爱到累了（冯薪朵、鞠婧祎、陆婷）
  - 向日葵（龚诗淇、何晓玉、林思意、孟玥）

## GNZ48 Team NIII 1st Stage「我的太陽」公演
- 公演期間：2016年4月30日－2017年3月18日
- 出演成員 
  - 陳慧婧、陳楠茜、陳欣妤、馮嘉希、洪靜雯、劉力菲、劉倩倩、盧靜、孫馨、唐莉佳、冼燊楠、肖文鈴、熊心瑤、鄭丹妮、左嘉欣、左婧媛
- 分組曲擔當
  - 专属偶像（陳慧婧、盧靜、冼燊楠、肖文鈴）
  - 朱丽叶（陳楠茜、洪靜雯、左嘉欣）
  - 暮蝉之恋（劉力菲、劉倩倩）
  - 爱到累了（陳欣妤、唐莉佳、熊心瑤）
  - 向日葵（馮嘉希、孫馨、鄭丹妮、左婧媛）

## AKB48 复活公演「我的太陽」
- 最初由在相近的日程中不参加日本环球影城[12]的现场演出与舞台剧《马路须加学园》～Lost In The SuperMarket～[13]的成员所举行的特别公演。
- 公演期間：2016年7月16日[14]－
- 出演成员
  - Team A：大家志津香、大和田南那、小嶋菜月、佐佐木優佳里、田北香世子、中村麻里子、平田梨奈
  - Team K：相笠萌、阿部玛利亚、市川愛美、島田晴香、下口绯奈奈（下口ひなな）、铃木玛莉亚（鈴木まりや）、中田千智（中田ちさと）、藤田奈那、茂木忍
  - Team B：梅田綾乃、竹内美宥、達家真姫宝、田名部生来、馬嘉伶、横島亚衿
  - Team 4：飯野雅、伊豆田莉奈、岩立沙穂、大川莉央、岡田彩花、岡田奈奈、北澤早紀、込山榛香、佐藤妃星、西野未姫、村山彩希
  - 研究生：野村奈央、久保怜音、高橋希良、西川怜、山邊步夢、千葉惠里

※平田梨奈在2016年8月24日的本公演中举行了畢業公演。
- 分组曲担当

| 分組曲              | 初日表演者 | 轮换表演者                             |
| ------------------- | ---------- | -------------------------------------- |
| 不要叫我偶像        | 平田梨奈   | 佐藤妃星、村山彩希、野村奈央           |
| 不要叫我偶像        | 田北香世子 | 千葉恵里                               |
| 不要叫我偶像        | 村山彩希   | 久保怜音、小嶋菜月、平田梨奈、岩立沙穂 |
| 不要叫我偶像        | 小嶋菜月   | 大川莉央、村山彩希、岩立沙穂、馬嘉伶   |
| 我 朱丽叶与云霄飞车 | 伊豆田莉奈 | 西川怜                                 |
| 我 朱丽叶与云霄飞车 | 北澤早紀   | 高橋希良                               |
| 我 朱丽叶与云霄飞车 | 阿部玛利亚 | 田名部生来、相笠萌、岡田彩花、西野未姫 |
| 暮蝉之恋            | 横島亚衿   | 山邊步夢                               |
| 暮蝉之恋            | 大和田南那 | 竹内美宥、村山彩希                     |
| 爱的防卫            | 下口绯奈奈 | 村山彩希、小嶋菜月                     |
| 爱的防卫            | 相笠萌     | 藤田奈那                               |
| 爱的防卫            | 飯野雅     | 岡田彩花、佐佐木優佳里                 |
| 向日葵              | 島田晴香   | 铃木玛莉亚、西野未姫                   |
| 向日葵              | 中村麻里子 | 達家真姫宝、茂木忍                     |
| 向日葵              | 中田千智   | 市川愛美                               |
| 向日葵              | 梅田綾乃   | 大家志津香                             |

- 自第二场公演起，在演出的最后加演了新曲《光与影的每一天》（至10月16日止），并于11月14日起追加演唱新單曲《High Tension》。

## 劇場公演CD
公演曲由参加公演的成员在录音室收录。

### 向日葵组 1st Stage「我的太阳」（CD）
由1st的成员收录。
- 收录成员
秋元才加、板野友美、大島麻衣、大島優子、小野恵令奈、河西智美、小嶋陽菜、佐藤夏希、篠田麻里子、高橋南、中西里菜、野呂佳代、前田敦子、増田有華、峯岸南、宮澤佐江
- 収録曲
  1. overture
  2. Dreamin' girls
  3. RUN RUN RUN
  4. 未來的果實
  5. 萬歲暴風雨
  6. 不要叫我偶像（歌：前田、河西、峯岸、小野）
  7. 我 朱麗葉與雲霄飛車（歌：中西、大島優、小嶋陽）
  8. 暮蝉之恋（歌：高橋み、増田）
  9. 爱的防卫（歌：佐藤夏、板野、宮澤）
  10. 向日葵（歌：野呂、篠田、秋元、大島麻）
  11. 竹內學長
  12. 這樣那樣的借口
  13. 似曾相識
  14. 妳正在看著夕陽嗎?
  15. Lay down
  16. BINGO!
  17. 我的太陽
- Disc 2是每首歌的伴奏版本

### Team 4 1st Stage「我的太阳」（CD）
同时发行的其他19张公演录音室专辑都于2013年1月1日发行、只有本作在1月22日发行。
- 收录成员
阿部玛利亚、市川美織、入山杏奈、岩田華怜、大場美奈、加藤玲奈、川荣李奈、島崎遥香、島田晴香、高橋朱里、竹内美宥、田野優花、仲俣汐里、中村麻里子、永尾玛利亚、山内鈴蘭
- 収録曲
  1. overture
  2. Dreamin' girls
  3. RUN RUN RUN
  4. 未來的果實
  5. 萬歲暴風雨
  6. 不要叫我偶像（歌：市川、島崎、加藤、高橋朱）
  7. 我 朱麗葉與雲霄飛車（歌：阿部、島田、川栄）
  8. 暮蟬之戀（歌：大場、竹内）
  9. 愛的防衛（歌：永尾、山内、田野）
  10. 向日葵（歌：入山、仲俣、中村、岩田）
  11. 竹內學長
  12. 這樣那樣的借口
  13. 似曾相識
  14. 妳正在看著夕陽嗎?
  15. Lay down
  16. BINGO!
  17. 我的太陽
- Disc 2是每首歌的伴奏版本

## 劇場公演DVD

### 向日葵组 1st Stage「我的太阳」（DVD）
1st成員和2nd成員的分兩個種類的公演收錄。
- 收錄成員
  - 1st成員
秋元才加、板野友美、大島麻衣、大島優子、小野惠令奈、河西智美、小嶋陽菜、佐藤夏希、篠田麻里子、高橋南、中西里菜、野呂佳代、前田敦子、增田有華、峯岸南、宮澤佐江
  - 2nd成員
大江朝美、大堀惠、奥真奈美、川崎希、倉持明日香、小林香菜、駒谷仁美、佐藤亞美菜、佐藤由加理、出口陽、戶島花、成田梨紗、成瀨理沙、早野薫、增山加弥乃、松原夏海
- 收錄曲
  1. overture
  2. Dreamin' girls
  3. RUN RUN RUN
  4. 未來的果實
  5. 萬歲暴風雨
  6. 不要叫我偶像
    - 1st成員：前田、河西、峯岸、小野
舞者：秋元、板野、佐藤夏、篠田、野呂、宮澤
    - 2nd成員：成田、小林、早野、奥
舞者：大堀、戸島、駒谷、成瀬、松原、增山

  7. 我 朱麗葉與雲霄飛車
    - 1st成員：中西、大島優、小嶋
    - 2nd成員：佐藤由、川崎、佐藤亞

  8. 暮蟬之戀
    - 1st成員：高橋、增田
    - 2nd成員：大江、出口

  9. 愛的防衛
    - 1st成員：佐藤夏、板野、宮澤
    - 2nd成員：駒谷、戶島、增山

  10. 向日葵
    - 1st成員：野呂、篠田、秋元、大島麻
    - 2nd成員：松原、大堀、成瀬、倉持

  11. 竹內學長
  12. 這樣那樣的借口
  13. 似曾相識
  14. 妳正在看著夕陽嗎?
  15. Lay down
  16. BINGO!
  17. 我的太陽（僕の太陽）

### Team 4 1st Stage「我的太阳」（DVD）
- 收录成员
阿部玛利亚、市川美織、入山杏奈、岩田華怜、大場美奈、加藤玲奈、川荣李奈、島崎遥香、島田晴香、高橋朱里、竹内美宥、田野優花、仲俣汐里、中村麻里子、永尾玛利亚、山内鈴蘭
- 収録曲
  1. overture
  2. Dreamin' girls
  3. RUN RUN RUN
  4. 未來的果實
  5. 萬歲暴風雨
  6. 不要叫我偶像（歌：市川、島崎、加藤、高橋朱）
  7. 我 朱麗葉與雲霄飛車（歌：阿部、島田、川栄）
  8. 暮蟬之戀（歌：大場、竹内）
  9. 愛的防衛（歌：永尾、山内、田野）
  10. 向日葵（歌：入山、仲俣、中村、岩田）
  11. 竹內學長
  12. 這樣那樣的借口
  13. 似曾相識
  14. 妳正在看著夕陽嗎?
  15. Lay down
  16. BINGO!
  17. 我的太陽

## 腳註
1. 1 2  . AKB48官方部落格. 2011年9月15日  [2013年7月2日]. （原始内容存档于2016年3月31日） （日语）.
2. ↑  . AKB48官方部落格. 2011年11月12日  [2013年7月2日]. （原始内容存档于2016年3月30日） （日语）.
3. ↑  这一次公演是AKB48剧场在2012年的第一场正规公演。
4. ↑  除掉谨慎中的大场是10名
5. ↑  . AKB48官方部落格. 2012年3月12日  [2013年7月2日]. （原始内容存档于2016年3月30日） （日语）.
6. ↑  . AKB48官方部落格. 2012年8月24日  [2013年7月2日]. （原始内容存档于2013年6月24日） （日语）.
7. ↑  大场谨慎期间的代役一般是当时为研究生的川荣、川栄不在時则为同样是研究生的武藤十梦。
8. ↑  光宗首次出演此公演是在2012年8月19日、成为昇格成员之后因为体調不良未出演过此公演。
9. ↑  . JKT48官方网站. 2014-02-18  [2014-02-18]. （原始内容存档于2014-02-21） （日语）.
10. ↑  . SKE48 OFFICIAL WEB SITE. 2013-07-24  [2013-07-24]. （原始内容存档于2013-07-26） （日语）.
11. ↑  . SNH48官方網站. 2015-04-10  [2015-04-10]. （原始内容存档于2016-03-04）.
12. ↑  . 日本环球影城官方网站. 2016-06-02  [2016-07-16]. （原始内容存档于2016-07-18） （日语）.
13. ↑  . HKT48官方博客. 2016-07-13  [2016-07-16]. （原始内容存档于2016-08-22） （日语）.
14. ↑  . AKB48官方博客. 2016-07-08  [2016-07-16]. （原始内容存档于2016-08-22） （日语）.
15. ↑  发行方：AKS、销售方：国王唱片。